# Mr. Saturday Knight
Mr. Saturday Knight («Мистер Субботний рыцарь») — девятая серия третьего сезона мультсериала «Гриффины». Премьерный показ состоялся 5 сентября 2001 года на канале FOX. В России премьерный показ состоялся 8 августа 2002 года на канале Рен-ТВ.

## Сюжет
Питер приходит в класс к Крису на День Труда (Career Day), но дети поднимают его на смех из-за того, что его работу на Фабрике игрушек (Happy-Go-Lucky Toy Factory) никто не считает интересной. Это приводит Питера к мысли, что он наглухо застрял на своей должности и никогда не получит повышения. Тогда Лоис советует ему пригласить своего начальника мистера Вида к ним домой на ужин и обсудить этот вопрос с ним в семейной обстановке.
Мистер Вид заявляет, что Питер вскоре получит должность руководителя Отдела по разработке игрушек (head of toy development), и в эту минуту Брайан давится булочкой (англ. bread roll). Пытаясь спасти пса, Питер и Лоис случайно убивают мистера Вида.
На похоронах начальника Питер пытается доказать всем, что мистер Вид в последнюю минуту жизни обещал ему новую должность, но из видео-завещания владельца фабрики выясняется, что сразу же после смерти Вида Фабрика игрушек должна быть разрушена, чтобы на её месте можно было построить Институт Счастливых Неизлечимых Болезней (Happy-Go-Lucky Terminal Disease Institute). Таким образом завод немедленно сносят, а всех его работников увольняют.
Питер никак не может найти себе новую работу и даже пытается подрабатывать дешёвой проституткой (cheap hooker), но Лоис вовремя напоминает ему о его давней мечте: стать сражающимся рыцарем на Ярмарке Ренессанса (англ. Renaissance fair jouster). Во врезке Питер вспоминает свой опыт молодости на этой Ярмарке, когда он, пытаясь научиться летать, спрыгнул с крыши и был спасён Чёрным рыцарем. Тем не менее, Питер записывается на курсы рыцарей, но ему не хватает терпения хорошо изучить средневековый английский. Вскоре Питеру отказывают в работе, так как он уличён во флирте с подружкой Чёрного рыцаря и Питеру ничего не остаётся делать, как наблюдать за турниром с трибун.
Чёрный рыцарь побеждает одного соперника за другим и наконец замечает на трибунах Питера, после чего сразу начинает его дразнить. Питер не выдерживает и вызывает Чёрного рыцаря на бой. Победить Питеру помог его приятель Морт Голдман, который, желая отомстить Рыцарю за унижения на турнире, эвакуировал его «Hyundai». Эту новость по громкой связи объявляют ведущие новостей, и отвлёкшийся Чёрный рыцарь проиграл поединок. Питеру предлагают стать новым рыцарем-чемпионом Ярмарки, но тот отказывается и вместе с семьёй возвращается домой.

## Создание
Автор сценария: Стив Кэллахан.
Режиссёр: Майкл Данте ДиМартино.
Приглашённые знаменитости: Уилл Феррелл (в роли Чёрного рыцаря), Р. Ли Эрми (в роли инструктора по рыцарским боям на Ярмарке), Карлос Алазраки (в роли мистера Вида), Адам Кэролла (в роли Смерти) и Джимми Киммел (в роли собаки Смерти).